# Dwór w Skrzynkach
Dwór w Skrzynkach – zabytkowy dwór we wsi Skrzynki w województwie wielkopolskim, w powiecie poznańskim, w gminie Stęszew.
Piętrowy, eklektyczny dwór zbudowany został w II połowie XIX wieku na planie prostokąta, przez niemiecką rodzinę Ifflandów, która zarządzała folwarkiem do 1945 roku. Charakterystycznym elementem jest półokrągły balkon nad wejściem głównym.
W 1926 majątek liczył 601 hektarów. W 1939 właścicielem był Konrad Iffland. Po II wojnie światowej majątek znacjonalizowano. Pierwszą modernizację obiektu przeprowadzono w latach 1986–1990 i następnie służył jako ośrodek szkoleniowo-wypoczynkowy Dyrekcji Okręgowej Dróg Publicznych, później Generalnej Dyrekcji Dróg Krajowych i Autostrad. Zaraz po modernizacji został wpisany do rejestru zabytków Narodowego Instytutu Dziedzictwa. Od 2015 roku dwór jest własnością Powiatu Poznańskiego.
Dwór Skrzynki od 2022 roku jest siedzibą Instytutu Skrzynki – Instytut Dokumentacji, Rozwoju i Promocji Dziedzictwa Kulturowego i Kulinarnego Powiatu Poznańskiego. Instytut to samorządowa instytucja kultury, która powołana została przez powiat poznański w 2021 roku, zaś sam dwór został zaadaptowany na ośrodek konferencyjno-szkoleniowy, gdzie również działają Centrum Dziedzictwa Kulturowego i Kulinarnego Powiatu Poznańskiego, galeria fotografii, restauracja oraz pokoje noclegowe.

W obiekcie i na terenie przylegającego do niego parku realizowane są zadania statutowe Instytutu Skrzynki; m.in. koncerty, spotkania literackie, wystawy fotografii i grafiki, seanse filmowe (kino letnie i dyskusyjny klub filmowy) oraz inne wydarzenia artystyczne. 

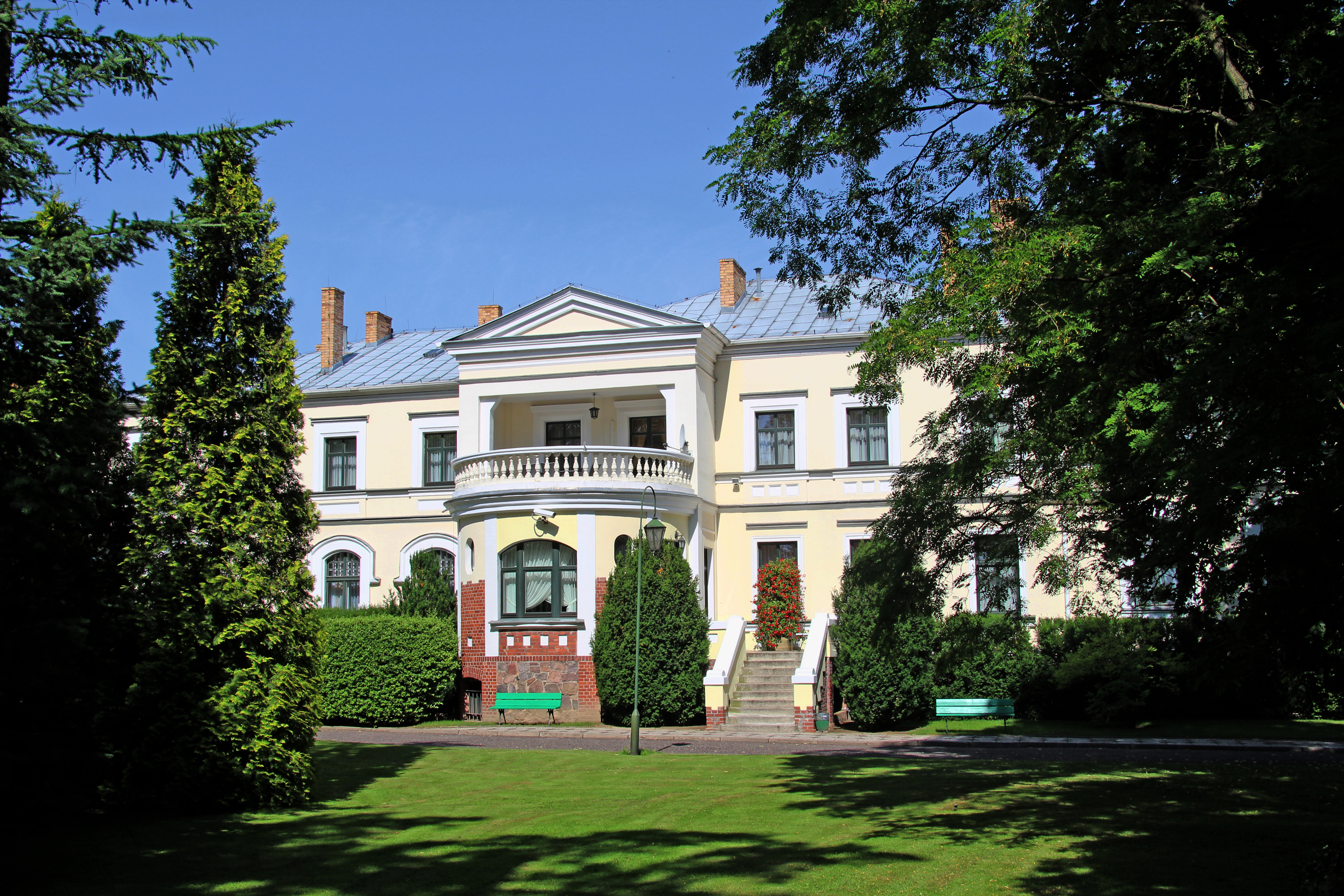
Dwór w Skrzynkach przed przejęciem przez władze powiatu (2012 r.)